# Alfred Aust
Alfred Aust (* 25. Juli 1892 in Hamburg-Billwerder; † 2. Januar 1982 in Hamburg) war ein deutscher Heimatforscher.

## Leben
Aust war der Sohn eines Polizisten. Nach der Volksschule besuchte er ab 1907 die Präparandenanstalt in Bad Oldesloe und anschließend das Lehrerseminar in Tondern. Ab 1913 unterrichtete er dann zuerst in Moorburg, bevor er im Ersten Weltkrieg als Soldat diente. Nach dem Krieg arbeitete er weiter als Lehrer in Moorburg, studierte zur Weiterbildung aber zusätzlich Pädagogik, Literatur und Geschichte und machte eine Buchbinderlehre.
1920 heiratete Aust Margarete Weber, aus der Ehe gingen zwei Töchter hervor. Ab den 1920er Jahren forschte und publizierte Aust zunächst zur Lokalgeschichte Moorburgs. 1933 wurde Aust Rektor an der Amalie-Dietrich-Schule in Barmbek. Juli 1933 trat er der SA bei, zum 1. Mai 1937 der NSDAP (Mitgliedsnummer 4.054.014). Auch den Zweiten Weltkrieg machte er als Soldat mit, bei Kriegsende geriet er in englische Kriegsgefangenschaft.
Aufgrund seiner Parteizugehörigkeit und seiner militärischen Stellung als Stabsoffizier durfte Aust nach 1945 zunächst nicht wieder als Rektor arbeiten und verdiente sein Geld mit einfachen Tätigkeiten. 1949 wurde er rehabilitiert, er durfte nun jedoch nur noch als Lehrer arbeiten, wobei er seinen Rektor-Titel und das entsprechende Gehalt behielt. 1957 wurde er pensioniert und widmete sich verschiedenen ehrenamtlichen Tätigkeiten und verfasste zahlreiche heimatkundliche Publikationen.
Aust wurde auf dem Ohlsdorfer Friedhof in Hamburg begraben.

## Veröffentlichungen (Auswahl)
- Rund um die Moorburg. Ein Heimatbuch. Selbstverlag, Moorburg 1930.
- Der Ohlsdorfer Friedhof. Verlag der Gesellschaft der Freunde des vaterländischen Schul- und Erziehungswesens, Hamburg 1953.
- Das Jenisch-Haus. Städtische Landesbildstelle 1962 (Beiheft zur Lichtbildreihe; 6,34).
- Mir ward ein schönes Los: Liebe und Freundschaft im Leben des Reichsfreiherrn Caspar von Voght. Christians, Hamburg 1972.
- Die Cholera in Hamburg 1892. Hamburg 1974 (Beiheft zur Lichtbildreihe; H ; 35).
- Bürgermilitär und Stadtsoldaten in Hamburg. Staatliche Landesbildstelle, Hamburg 1978 (Beiheft zur Lichtbildreihe. H ; 33 a/b).
- Ernst Voss, der Mitbegründer der ersten deutschen Großwerft in Hamburg. In: Rendsburger Jahrbuch (1979), S. 68–77.